# Cleantes (metge)
Cleantes (en llatí Cleanthes, en grec antic Κλεάνθης) era el nom d'un llibert de Cató d'Utica, que també era el seu metge i va ser el que el va atendre en el moment de la seva mort a Útica l'any 46 aC.